# Пропорционална избирателна система
Пропорционална избирателна система e избирателна система, при която всички гласове допринасят за резултата.
Пропорционалните избирателни системи винаги трябва да позволяват множество различни печелещи изборите партийни кандидати и кандидатури, за да постигнат пропорционалност на избирателната система.
Пропорционалната избирателна система възниква във втората половина на 19 век, като една от причините за това е да бъдат намалени недостатъците на мажоритарната система и по-специално да се засили представителността на Избирателната система. За разлика от мажоритарните системи, те първо са обосновани теоретично и едва по-късно са въведени в практиката. Съпътствано е от политическите полемики и борби.

## История
Възникват във втората половина на 19 век, като една от причините за това е да бъдат туширани недостатъците на мажоритарната система и по-специално да се засили представителността на избирателна система. За разлика от мажоритарните системи, те първо са обосновани теоретично и едва по-късно са въведени в практиката. Съпътствано е от политическите полемики и борби. За първи път идеята за провеждане на пропорционално представителство е във Великобритания, но Великобритания използва мажоритарните системи. Въвеждането на пропорционалната избирателна система съвпада с избирателните реформи, при които се въвежда принципът на всеобщата избирателна система (разширяване на избирателния корпус) следователно формиране на политически партии от масов тип (втората половина на 19 век) и формиране на принципи от горе надолу (избиратели към Народно събрание). Така партиите се превръщат в посредник между избиратели и кандидати, и самият процес на управление се опосредява. Кандидатите се избират преди всичко от политическите партии. От момента на своето кандидатиране те се обвързват с определен политически интерес. В тази обстановка се преосмисля за първи път се прилага в Белгия (после в континентална Европа). Могат да се използват само за избиране на колективни органи в многомандатни избирателни райони. Сърцевина на пропорционалната избирателна система е съотношението между гласове и мандати, което се извежда като принцип на справедливо разпределение, при което всяка партия печели толкова, колкото избирателите и преценят. Съответствие между дял гласове и дял мандати. Така формирано Народно събрание е огледало на политическите интереси на нацията.

## Същност
Пропорционалните избирателни системи се разграничават от използваните математически правила, които са по-сложни от мажоритарните правила, т. к. предполагат действие деление. Правилата за разпределение на мандатите в съответствие с гласовете остават неразбрани от кандидатите, а и от избирателите.
Пропорционалните избирателни системи се делят на типа (от математическа методика):
1. Пропорционални избирателни системи с изборни квоти – възникват първо те. При тях целта е да се изчисли цената на един мандат, определена в брой действителни гласове (x брой гласове е равен на 1 мандат).
2. Пропорционална избирателна система с делители – целта на разработваните формули по този вид системи е да се реши проблемът с остатъците, които се получават от пропорционалните избирателни системи с квоти.

Първата такава система е разработена от белгиеца Виктор Донт – математическо разпределение при данъчната система, но навлиза в избирателна система. Най-разпространено е попълване на 1 таблица и изчисления на частно с поредица от делители. Подреждат се резултатите в низходящ ред. Подбраните делители са естествени числа.

## Видове листи
- районни и национални, за Европейски парламент
- твърди – ограничават свободата за персонален избор
- динамични – предпочитания към определени кандидати
- свободни – не обвързват избирателя с определена партия; „панашаж“

## Методи за разпределение на депутатските мандати
- чрез изборна квота (за разпределяне на мандатите в многомандатните райони)
- чрез национална изборна квота (за разпределяне на мандатите на национално равнище)
- чрез предварително установен делител (универсално изборно число)
- чрез най-големите остатъци
- чрез най-голямото средно аритметично; други

## Европейски парламент
Основна статия: Европейски парламент
Изборите за ЕП също са базирани на пропорционалната избирателна система . Първоначално е предложено депутатите за ЕП да бъдат избирани от националните парламенти, но това е променено, като е въведена директна избирателна система. Това става чрез уеднаквени принципи на изборните процедури, които са еднакви за всички страни на ЕС.